# Szunyogh Xavér Ferenc
Szunyogh Xavér Ferenc O.S.B., gyakran rövidítve Szunyogh X. Ferenc (Tereske, 1895. május 13. – Pannonhalma, 1980. október 7.) római katolikus pap, bencés szerzetes, teológus, pedagógiai doktor, középiskolai tanár, műfordító.

## Élete
Tereskén született, majd Budapesten végezte el középfokú tanulmányait. Magyar és latin szakos tanár oklevelet szerzett a Budapesti Egyetemen, ugyanakkor Pozsonyban pedagógiai doktorátust is szerzett. Több település benedek-rendi gimnáziumában folytatott oktatói munkát. 1918—1920 között Komáromban volt tanár, egyesületeket vezetett, újságot szerkesztett. 1920-ban kiutasították Csehszlovákiából. 1920-1921-ben Komárom-újvárosban szervezte meg az egyházközséget. Budapesten 1928-1948 között tanított. 1948-tól 1961-ig a fővárosi Szent Szabina-kápolna lelkészeként szolgált. 1961 és 1963 között börtönbüntetést szenvedett Márianosztrán. 1963 után haláláig Pannonhalmán élt. 1980-ban hunyt el 85 éves korában.

## Munkássága
Oktatói tevékenysége és lelkipásztori szolgálata mellett komoly kutatásokat végzett a liturgia, a bencés-rendi lelkiélet és a Szentírás irodalma területén. Legjelentősebbnek misszále fordítását tartják (Magyar-latin misszále az év minden napjára, 1933). Nyomtatásban a következő művei láttak napvilágot:
- Béke és öröm. A bencés oblátusok kézikönyve. Pannonhalma, 1919.
- Szent Benedek és Cassiodorus. Pedagógiatörténeti tanulmány a Benediktinus iskolázás megindulásáról. Pannonhalma, 1919.
- A keresztény magyarságért. Beszédgyűjtemény. Komárom, 1920.
- A tökéletesség felé. Írta Blosius Lajos. Ford. Pannonhalma, 1920. (2., Ekamp Rajmund művének fordításával bőv. kiad. Pannonhalma, 1922)
- Az Egyház lelkiélete. Elvek és tények. Írta Lambert Beaudin. Ford. Pannonhalma, 1922. (Lelki élet könyvei. Bibliotheca Benedictina 3.)
- Szent Benedek jellemrajza. Írta Ildefons Herwegen. Ném-ből ford. Pannonhalma, 1922. (Lelki élet könyvei. Bibliotheca Benedictina 4.)
- A közös szentmiseáldozat. Bencés oblátusok és obláták valamint más testületek használatára Archiválva 2018. december 9-i dátummal a Wayback Machine-ben,  Archiválva 2018. december 9-i dátummal a Wayback Machine-ben. Pannonhalma, 1922. (Lelki élet könyvei. Bibliotheca Benedictina 5.)
- Dánia nagyasszonya. Reg. Írta J. Jörgensen. Ford. Budapest, 1924. (Pallas regények)
- A latin himnuszköltők remekei. Összegyűjt. és jegyz. Budapest, 1924. (Zászlónk diákkvtára 79-81.)
- Előadások a katolikus liturgia köréből. Budapest, 1924.
- Egy cserkészcsapat élete. (Az 53. Jurisich csapat története) Kőszeg, 1925.
- Az igazi katolikus élet forrásánál Archiválva 2018. december 9-i dátummal a Wayback Machine-ben. Budapest, 1926. (Lelki élet könyvei B. 8.)
- Miért jöttél? Elmélkedések Szent Benedek szelleméről[halott link]. Pannonhalma, 1926. (Lelki élet könyvei. Bibliotheca Benedictina 7., németül: In der Schule des Hl. Benedikts. München, 1926; fr-ul: A l'école du St. Benoit. Einsiedeln, 1926)
- Szent Benedek rendi oblátusok. Kőszeg, 1926.
- A szentmise áldozat. A misekönyv imádságai. Ford. és jegyz. 1. Az állandó rész. 2. A változó részek. Pannonhalma, 1926-27.
- Liturgikus élet. A katolikus egyház szertartásai. Szerk. Budapest, 1926 (3000 pld.):
- A keresztség Archiválva 2018. december 9-i dátummal a Wayback Machine-ben (Az egyház imádságainak fordítása és a szertartások magyarázata), Budapest, 1926
- A házasság Archiválva 2018. december 9-i dátummal a Wayback Machine-ben (Az egyház imádságainak fordítása és a szertartások magyarázata), Budapest, 1926
- Szent Benedek életszabályai. A regulából világiak számára összeáll. Budapest, 1927.
- Anya és gyermeke Archiválva 2018. december 9-i dátummal a Wayback Machine-ben. (Az egyház imádságainak fordítása és a szertartások magyarázata) Budapest, 1927. (Liturgikus élet. A katholikus egyház szertartásai 6.)
- Búcsújárásra. Szerk. Budapest, 1927. (Liturgikus élet. A katholikus egyház szertartásai 7.)
- Néhány óra a bencések között. Írta Edouard·Schneider. Átd. Tóth Pelbárttal. Budapest, [1928]
- A szentáldozás Archiválva 2018. december 9-i dátummal a Wayback Machine-ben. (Az egyház imádságainak fordítása és a szertartások magyarázata) Szerk. Budapest, 1929. (Liturgikus élet. A katholikus egyház szertartásai 11.)
- Béke és öröm. A szent benedekrendi oblátusok és obláták vezérkönyv. 2. átd. kiad. Pannonhalma, 1929.
- Mi az ember? Konf-beszédek. Pannonhalma, 1930. (Klny. Evangélium)
- Officium divinum. Kalauz a keresztény katolikus magános és nyilvános isteni szolgálatra. 4. átd. kiad. Szerk. és kieg. Pannonhalma, 1930.
- A szentmise az élet forrása. Írta Virgil Redlich. Ford. Komárom, 1931. (Klny. Virágos Kert)
- Bűnbánati ájtatosság. Budapest, 1932.
- A bencés diák kalauza. Többekkel. Pannonhalma, 1933.
- Gyermekszív rejtelmei. Ifjúsági színjáték. Rákospalota, 1933. (A mi színházunk 101.)
- Magyar–latin misszále az év minden napjára a római misekönyv szerint. Ford., bev. és magyarázatokkal ell. Budapest, 1933.
- Ordo caerimonarium in Jamboree IV. A kat. istentiszteletek rendje a IV. világjamboreen. Gödöllő, 1933.
- Közös szentmiseájtatosságok. Pannonhalma, 1934.
- A liturgia apostolság munkaprogramja. Pannonhalma, 1934. (A Pannonhalmi Szemle könyvtára 11.)
- A szentmise a pasztorációban. Pannonhalma, 1934. (Liturgiai füzetek 1.)
- Lélekújulás és életújítás a liturgia szellemében. Budapest, 1935. (Lelki élet könyvei B.5.)
- Elmélkedések a misszálé felett. Szerk. 1. köt. Adventtől pünkösdig. 2. köt. Pünkösd utáni vasárnapok. Rákospalota, 1936.
- Iskolai rituale. Pannonhalma, 1936. (Liturgiai füzetek 3.)
- A szentmise kialakulása. Budapest, 1936.
- A szociális diák. (Eszmék és tettek) Budapest, 1936.
- Az áldott nyomában. Szent Benedek teljes családjának szent tagjai. 1-3. köt. Budapest–Pannonhalma, 1937-39.
- De profundis. Kiáltás a mélyből. A mai idők imádságai. Újabb idők nagy embereinek és szentjeinek imádságaiból összeáll. Budapest, 1937.
- Haec loquere. Szentbeszédvázlatok. Szívós Donáttal. Pannonhalma, 1937.
- A szentmise lelke. (Justitia aut caritas?) Szellemtört. tanulm. a szentmiséről. Budapest, 1937. (Lelki élet könyvei B. 6.; A Pannonhalmi Szemle könyvtára 16.)
- A szentmise magyarázata a liturgia megújulás szellemében. Írta Pius Parsch. Ford. Budapest, 1937.
- Az Úr előtt. Imádságos és énekeskönyv művelt közönség számára. Budapest-New York, 1937.
- Magyar szentek, szent magyarok[halott link]. Budapest, 1938.
- Szárnyaló szívvel. Budapest, 1938.
- Istent keressük? Lelkigyakorlat a Fájdalmas Szűz kongr-ban. Budapest, 1939.
- A két lurkó. Vígjáték John Habberton „Helén fiácskói” reg. után. Színpadra átd. Budapest, 1940.
- Koldus és királyfi. Színjáték Mark Twain regénye után színpadra átd. Budapest, 1940.
- A könnyes vértanúság. Elmélkedések és szentbeszédek a türelemről. Budapest, 1940.
- Mindenki. Középkori misztériumjáték. Budapest, 1940.
- Vasár- és ünnepnapi latin–magyar misszále. A római misekönyv szerint. Ford., bev., magy. Budapest, 1940.
- A győzedelmes katolicizmus. Írta Ansgarius Vonier. Ford. Budapest, 1941.
- Hét mennyei üzenet. Elmélkedések és szentbeszédek a Jelenések könyvének 7 leveléről Archiválva 2018. december 9-i dátummal a Wayback Machine-ben. Budapest, 1941.
- A kis Jézus elé Szűz Máriával és az Egyházzal. Karácsonyi előkészület Archiválva 2018. december 9-i dátummal a Wayback Machine-ben. Budapest, 1941.
- A liturgia misztériumának feltárása. Írta Viktoria Luise Malfer. Ford. Budapest, 1941.
- Szent Péter Krisztus sziklája Archiválva 2018. december 9-i dátummal a Wayback Machine-ben. Elmélkedések az ApCsel 1. része felett. Budapest, 1941.
- A katolikus hit. (Hogyan szeret minket az Isten?) Tankönyvvázlat. Budapest, 1942.
- A liturgia alapvető gondolatai. Írta Gaspar Lefebvre. Ford. Rákospalota, 1942.
- A szent zsolozsma története, szerkezete, szelleme és magyarázata, Budapest, 1942:
  - I. kötet
  - II. kötet
- Az Egyház szentjei. Kühár Flóris és Szunyogh X. Ferenc közreműködésével szerkesztette Radó Polikárp. Budapest, 1943.
- Felajánlottan. A bencés obláták számára. Budapest, 1943.
- Az első szerzetesek és remeték életéből. 1. Keleti szerzetesek. 2. Az első szerzetesek Nyugaton. Összegyűjt. és ford. Budapest, 1944. (Ker. remekírók 6-7.)
- Gyöngyvirágok és margaréták Árpádházi Szent Margit oltárán. Születése 700 éves jubileumának és szenttéavatásának ünneplése. Többekkel. Szerk. Bőle Kornél. Budapest, 1944. (Szent Domonkos virágoskertje 8.)
- Az ősegyház imádságos élete Archiválva 2018. december 9-i dátummal a Wayback Machine-ben. Budapest, 1944. (Ker. remekírók 16.)
- Szent Benedek tanítása. (Magyarázatok és elmélkedések a Regulához) Budapest, 1944.
- Szent Pál cselekedetei Archiválva 2018. december 9-i dátummal a Wayback Machine-ben. (Krisztus szikrája) Elmélkedések és szentbeszéd-vázlatok az ApCsel 2. részéről. 1-2. köt. Budapest, 1944.
- Nagypéntek. Elmélkedések és imádságok. Írta John Henry Newman. Ford. Budapest, 1944. (Lelki élet kis könyvei 58.)
- A Szűzanya hónapja. Írta John Henry Newman. Ford. Rákospalota, 1946. (Lelki élet kis könyvei 67.)
- Elmélkedések. Írta John Henry Newman. Ford. Rákospalota, 1946.
- Imádságos lélekkel az Úr előtt. Imádságok és énekek a lelkileg művelt katolikus hívők számára. Rákospalota, 1946.
- A lét bölcselete. Rákospalota, 1947.
- A dicséret áldozata. 2. A szent zsolozsma nappali hórái vasárnap. Kiad. Rákospalota, 1948. (A bencés oblációk közös ájtatosságai 2.)
- Az új nagyheti szertartások. Többekkel. Flint, Mich., 1956.